# Ștefan Barbu
Ștefan Barbu (* 2. März 1908 in Arad, Österreich-Ungarn; † 30. Juni 1970) war ein rumänischer Fußballspieler. Um Verwechslungen mit einem Nachnamensvetter zu vermeiden, wurde er in der rumänischen Sportpresse als Barbu II geführt. Er bestritt 77 Spiele in der höchsten rumänischen Fußballliga, der Divizia A, und nahm an der Fußball-Weltmeisterschaft 1930 teil.

## Karriere

### Verein
Ștefan Barbu begann 1920 in seiner Heimatstadt Arad bei Olympia Arad mit dem Fußballspielen und schloss sich ein Jahr später dem Ortsrivalen Gloria Arad an. Dieser fusionierte 1922 mit dem im Jahr 1921 gegründeten CFR Arad zu Gloria CFR Arad, bei dem Barbu ab 1925 zur ersten Mannschaft gehörte und dem er bis 1929 treu blieb. Nach zwei Spielzeiten bei Olympia Arad kehrte er 1932 zu Gloria CFR zurück, um am 11. September 1932 beim Sieg gegen România Cluj sein Debüt in der neu gegründeten rumänischen Profiliga, der Divizia A, zu geben. 1933 wechselte er zu CFR Bukarest, das seinen Namen im Dezember 1936 in Rapid Bukarest änderte. Dort spielte Barbu bis 1938 und feierte seine großen Erfolge. Er wurde zweimal rumänischer Pokalsieger und war mit 23 erzielten Treffern Torschützenkönig der Saison 1935/36. Nachdem er bei Rapid kaum noch zum Einsatz gekommen war, verließ er den Verein nach der Hinrunde der Saison 1937/38. Zur Hinrunde der Folgesaison schloss er sich Olimpia PTT Arad an. In der Rückrunde versuchte er ein Comeback in der Divizia A, kam bei Gloria Arad jedoch nicht über zwei Einsätze hinaus. Barbu beendete 1941 im Alter von 33 Jahren seine Karriere nach einer Saison in der Divizia B bei Crișana Arad. Anschließend war er von 1942 bis 1957 als Schiedsrichter tätig. Im Jahr 1958 übernahm er das Amt des Vereinspräsidenten bei CFR Arad, das er bis zu seiner Pensionierung ausübte.

### Nationalmannschaft
Barbu absolvierte insgesamt 7 Länderspiele für die rumänische Fußballnationalmannschaft. Seinen Einstand gab er am 19. Juni 1927 gegen Polen. Nach der Fußball-Weltmeisterschaft 1930 in Uruguay, wo er in beiden Spielen zum Einsatz kam, wurde er nur noch ein einziges Mal, beim Länderspiel gegen Bulgarien am 12. Oktober 1930, berücksichtigt.

## Erfolge
- WM-Teilnehmer: 1930
- Balkan-Cup-Sieger 1929/31
- Rumänischer Pokalsieger: 1935, 1937
- Rumänischer Torschützenkönig: 1936